# 2004年11月逝世人物列表
2004年逝世人物列表：1月 - 2月 - 3月 - 4月 - 5月 - 6月 - 7月 - 8月 - 9月 - 10月 - 11月 - 12月
2004年11月逝世人物列表，是用于汇总2004年11月期间逝世人物的列表。

## 依日期排序

### 1日
- Jean Jacques Dozy，96歲，荷蘭地質學家。
- Mac Dre，34歲，美國說唱歌手，駕車射擊。[1]
- 漢森男爵詹姆斯·漢森（James Hanson，Baron Hanson），82歲，英國實業家和保守黨終身同齡人，癌症。[2]
- 伊拉克巴格達副省長哈特姆·卡米爾（Hatem Kamil）開槍。[3]
- 特裡·奈特（Terry Knight），61歲，美國搖滾經理和製作人（Grand Funk Railroad），在家庭糾紛中被槍殺。[4]
- 馬克·萊德福德（Mark Ledford），43-44歲，美國小號手，歌手和吉他手，患有心血管疾病。[5]

### 2日
- 加布里埃爾·拜沃特斯（Gabriel Bywaters），90歲，澳大利亞政治家。
- 古斯塔夫·喬斯（Gustaaf Joos），81歲，比利時紅衣主教。[6]
- Gerrie Knetemann，53歲，荷蘭公路自行車賽車手（世界冠軍，1978年），心臟病發作。[7]
- 扎耶德·本·蘇丹·阿勒納哈揚，86歲，阿聯酋政治家，阿聯酋總統（1971-2004），阿布達比埃米爾。[8]
- 特奧·梵高（Theo van Gogh），47歲，荷蘭電影製片人、電視節目主持人和作家，被刺傷，中槍。[9]

### 3日
- 珍妮特·巴克豪斯（Janet Backhouse），66歲，大英博物館英國手稿策展人，癌症。[10]
- James H. Binger，88歲，美國律師、企業家和慈善家。[11]
- 喬·布希金（Joe Bushkin），87歲，美國搖擺時代爵士鋼琴家，肺炎。[12]
- 埃勒特·達爾（Eilert Dahl），85歲，挪威北歐滑雪運動員。[13]
- 謝爾蓋斯·佐爾托克斯，31歲，拉脫維亞冰球運動員（明尼蘇達野生隊、蒙特利爾加拿大人隊、波士頓棕熊隊），心律失常導致心力衰竭。[14]

### 4日
- 邁克爾·格羅斯（Michael Gross），84歲，以色列畫家、雕塑家和概念藝術家。[15]
- 羅伯特·希頓（Robert Heaton），43歲，英國詞曲作者和鼓手（新模範軍），胰腺癌。[16]
- 理查·洪伊斯托（Richard Hongisto），67歲，美國三藩市和俄亥俄州克利夫蘭警長，心臟病發作。[17]
- 戈登·英格拉姆（Gordon Ingram），79歲，美國發明家和企業家。
- 艾倫·梅洛伊（Ellen Meloy），58歲，美國作家。[18]
- 72歲的日本生物化學家西塚泰美發現了蛋白激酶C（PKC）。[19]
- 迪·菲力浦斯（Dee Phillips），85歲，美國棒球運動員（辛辛那提紅人隊，波士頓勇士隊）。[20]

### 5日
- Jerzy Duda-Gracz，63歲，波蘭畫家。[21]
- 唐納德·鐘斯（Donald Jones），72歲，美國出生的荷蘭演員，喜劇演員，歌手和舞者，心臟病發作。[22]
- Basil McIvor，76歲，北愛爾蘭政治家和教育家。[23]
- Nili Natcho，22歲，切爾克斯-以色列籃球運動員，車禍。
- 第10代沙夫茨伯里伯爵安東尼·阿什利·庫珀（Anthony Ashley-Cooper，Earl of Shaftesbury），66歲，英國同齡人，被謀殺。[24]
- 比利·伍德蓋特（Billie Woodgate），79歲，英國網球運動員。

### 6日
- Serge Adda，56歲，法國電視台高管（TV5），癌症。
- 波拉·阿隆索（Pola Alonso），80歲，阿根廷電影女演員。
- 弗雷德·迪布納（Fred Dibnah），66歲，英國障礙運動員和電視節目主持人，前列腺癌。[25]
- Michel T. Halbouty，95歲，美國地質學家、石油工程師和野貓。[26]
- 歐文·希里希（Erwin Heerich），81歲，德國藝術家。[27]
- Pete Jolly，72歲，美國爵士鋼琴家和手風琴家，多發性骨髓瘤。[28]
- 羅伯特·朗（Robert Lang），70歲，英國演員，癌症。[29]
- 伊莉莎白·羅傑斯（Elizabeth Rogers），70歲，美國女演員（《星際迷航》），多次中風和肺癌。[30]
- Marion Shilling，93歲，美國電影女演員，1930年代B西部片的女主角。[31]
- 約翰尼·沃倫（Johnny Warren），61歲，澳大利亞足球運動員，教練和電視節目主持人，肺癌。[32]

### 7日
- 埃迪·查爾頓（Eddie Charlton），75歲，澳大利亞斯諾克和英式檯球運動員。[33]
- 原健三郎，97歲，日本政治家，眾議院議長。
- 霍華德·基爾（Howard Keel），85歲，美國演員和歌手（Kiss Me Kate，Annie Get Your Gun，達拉斯），結腸癌。[34]
- 吉布森·肯特（Gibson Kente），72歲，南非劇作家，愛滋病患者。[35]

### 8日
- 布魯諾·貝蒂內利（Bruno Bettinelli），91歲，義大利作曲家和教師。[36]
- Ruby de Mel，86歲，斯里蘭卡女演員。
- 錢德勒·哈珀（Chandler Harper），90歲，美國高爾夫球手。[37]
- 塞爾吉奧·辛斯特（Sérgio Hingst），80歲，巴西電影演員，心臟病發作。[38]
- Nelly Meden，76歲，阿根廷女演員。
- 伦诺克斯·米勒，58歲，牙買加短跑運動員和奧運會銀牌得主，癌症。[39]
- 梅爾巴·菲力浦斯（Melba Phillips），97歲，美國物理學家和教育家，冠狀動脈疾病。[40]
- G. Sakunthala，72歲，印度電影女演員。

### 9日
- Iris Chang，36歲，美國歷史學家和作家（《南京大屠殺》），自殺。[41]
- 埃姆林·休斯（Emlyn Hughes），57歲，英國足球運動員（英格蘭利物浦足球俱樂部），腦瘤。[42]
- 埃德·凱默（Ed Kemmer），83歲，美國演員。[43]
- 斯蒂格·拉爾森（Stieg Larsson），50歲，瑞典作家（千禧年），心臟病發作。[44]
- 森冈荣治，58歲，日本拳擊手和奧運獎牌得主，食道癌。[45]

### 10日
- 伊莉莎白·查特（Elizabeth Chater），94歲，加拿大小說和詩歌作家。[46]
- 凱蒂·德拉克魯茲（Katy de la Cruz），97歲，菲律賓歌手。[47]
- 謝雷夫·戈基（Şeref Görkey），91歲，土耳其足球運動員和經理。
- 埃爾娜·羅森斯坦（Erna Rosenstein），91歲，波蘭超現實主義畫家和詩人，動脈硬化症。[48]

### 11日
- 代頓·艾倫（Dayton Allen），85歲，美國喜劇演員，道格副市長和市長菲尼亞斯·T·布魯斯特（Phineas T. Bluster）的配音，中風。[49]
- 亚西尔·阿拉法特，75歲，巴勒斯坦政治領袖，巴解組織主席，巴勒斯坦權力機構主席。[50]
- 理查·登博（Richard Dembo），56歲，法國凱撒獎獲獎導演，腸梗阻。[51]
- 雅克·迪南（Jacques Dynam），80歲，法國電影演員，肺炎。[52]
- 雷蒙德·默里（Raymond Murray），91歲，美國海軍陸戰隊軍官。

### 12日
- 露西亚·柏林（Lucia Berlin），68歲，美國短篇小說作家。[53]
- 烏斯科·梅裡萊寧（Usko Meriläinen），74歲，芬蘭作曲家。[54]
- 弗雷德里克·普勞斯尼茨（Frederik Prausnitz），84歲，德裔美國指揮家和教師。[55]
- 诺曼·罗斯（Norman Rose），88歲，美國廣播和電視演員（《我的孩子》，胡安·瓦爾迪茲（Juan Valdez）配音）。[56]
- 斯坦尼斯瓦夫·斯卡爾斯基（Stanisław Skalski），89歲，二戰期間的波蘭戰鬥機王牌。[57]
- 迈克尔·J·史密斯（Michael J. Smith），62歲，英國板球運動員，心臟病發作。[58]

### 13日
- John Balance，42歲，英國音樂家（Coil），高空自殺。[59]
- Ol' Dirty Bastard，35歲，美國說唱歌手，Wu-Tang Clan的創始成員，吸毒過量。[60]
- Ellen Fairclough，99歲，加拿大政治家，第一位女性內閣部長。[61]
- 湯瑪斯·M·福格列塔（Thomas M. Foglietta），75歲，美國政治家和外交官。[62]
- 哈裡·蘭伯特（Harry Lampert），88歲，美國漫畫家和廣告藝術家，《閃電俠》的共同創作者，腦溢血。[63]
- Domenic Mobilio，35歲，加拿大足球運動員，心臟病發作。[64]
- Carlo Rustichelli，87歲，義大利電影作曲家。[65]
- 唐·夏普（Don Sharpe），79歲，英國聲音剪輯師（《異形》、《蝙蝠俠》、《偵探》），奧斯卡獎得主（1987年）。
- 理查·艾倫·西蒙斯（Richard Alan Simmons），80歲，加拿大裔美國編劇。
- 埃羅爾·湯普森（Errol Thompson），55歲，牙買加唱片製作人，音訊工程師和配音音樂先驅，中風。
- 基思·韋勒（Keith Weller），58歲，英格蘭足球運動員（米爾沃爾。萊斯特城），癌症。[66]

### 14日
- 蜜雪兒·哥倫比耶（Michel Colombier），65歲，法國作曲家，癌症。[67]
- 大衛·斯坦利·埃文斯（David Stanley Evans），86歲，威爾士天文學家。[68]
- Jesse Gonder，68歲，美國棒球運動員（紐約洋基隊、辛辛那提紅人隊、紐約大都會隊、密爾沃基勇士隊、匹茲堡海盜隊）。[69]
- Petter Mørch Koren，94歲，美國政治家。
- Harald Kråkenes，78歲，挪威賽艇運動員和奧運獎牌得主。[70]
- Wasimul Bari Rajib，52歲，孟加拉國演員，結直腸癌。
- 瑪蒂爾達·懷特·萊利（Matilda White Riley），93歲，美國老年學家。[71]
- Shiva Shankar，72歲，尼泊爾歌手、作曲家和演員，肝癌。
- 維娜，78歲，印度女演員。
- 伊芙琳·韋斯特（Evelyn West），80歲，美國滑稽脫衣舞娘，模特和女演員。[72]

### 15日
- 埃爾默·安德森（Elmer L. Andersen），96歲，美國商人，明尼蘇達州州長（1961-1963）。[73]
- Fereydoon Batmanghelidj，73歲，伊朗醫生，自然療法師，愛滋病毒/愛滋病否定主義者和作家，肺炎。
- 鮑勃·庫珀（Bob Cooper），68歲，北愛爾蘭政治家。[74]
- 约翰·摩根（John Morgan），74歲，威爾士出生的加拿大喜劇演員，加拿大皇家航空鬧劇的前成員，心臟病發作。[75]
- 拉斐爾·佩拉爾塔（Rafael Peralta），25歲，美國海軍陸戰隊員，死後獲得海軍十字勳章，在行動中陣亡。
- 傑克·施密特（Jack Schmidt），80歲，加拿大職業冰球運動員（波士頓棕熊隊）。[76]

### 16日
- 弗洛伊德·貝克（Floyd Baker），88歲，美國棒球運動員（聖路易斯布朗隊、芝加哥白襪隊、華盛頓參議員隊、波士頓紅襪隊、費城費城人隊）。[77]
- 伊夫·伯傑（Yves Berger），73歲，法國作家和編輯。[78]
- 奧蒂斯·達德利·鄧肯（Otis Dudley Duncan），82歲，美國社會學家和統計學家。[79]
- Massimo Freccia，98歲，義大利裔美國指揮家。[80]
- 理查·弗雷（Richard Frey），84歲，奧籍華裔軍醫和政治家。
- B. C. Gowrishankar，54歲，印度電影攝影師和編劇。
- Ken Hannam，75歲，澳大利亞影視導演，癌症。[81]
- 玛格丽特·哈桑（Margaret Hassan），59歲，英國援助工作者，援外社國際組織負責人，據推測在伊拉克被劫持人質殺害。[82]
- 里德·歐文（Reed Irvine），82歲，美國經濟學家，Accuracy in Media創始人，中風併發症。[83]
- 比約恩·尼伯格（Björn Nyberg），75歲，瑞典奇幻作家。

### 17日
- 喬治·柯蒂斯（George Curtis），84歲，英國足球運動員和教練。[84]
- 米卡埃尔·永贝里，34歲，瑞典摔跤手和奧運金牌得主，上吊自殺。[85]
- 弗蘭克·尼里（Frank Neary），83歲，英國足球運動員。
- 亚历山大·拉古林，63歲，蘇聯冰球運動員，10次IIHF世界冠軍和3次奧運會金牌得主。[86]

### 18日
- 胡安·卡洛斯·阿蘭布魯（Juan Carlos Aramburu），92歲，阿根廷羅馬天主教樞機主教，心血管疾病。[87]
- 羅伯特·巴赫（Robert Bacher），99歲，美國核物理學家，曼哈頓計劃的聯合負責人。[88]
- 弗蘭克·鮑德溫（Frank Baldwin），75歲，美國棒球運動員（辛辛那提紅腿隊）。[89]
- 鮑比·弗蘭克·切里（Bobby Frank Cherry），75歲，美國罪犯，在第16街浸信會教堂爆炸案中被定罪，癌症。[90]
- Cy Coleman，76歲，美國百老匯音樂劇作曲家，心臟病發作。[91]
- 傑克·霍納（Jack Horner），77歲，加拿大政治家。
- 市川春代，91歲，日本電影女演員和歌手。[92]
- 諾曼·勞埃德·詹森（Norman Lloyd Johnson），87歲，英國統計學家和學者。[93]
- 謝爾蓋·科瓦連科（Sergei Kovalenko），57歲，蘇聯和烏克蘭籃球運動員，奧運冠軍。[94]
- 阿爾弗雷德·馬森，瓦努阿圖總統（1994年、2004年）和外交部長（1995—1996年）。
- N. Mathrubootham，60歲，印度精神病學家和演員。[95]
- 安東尼奧·波科維，82歲，阿根廷奧運短跑運動員（1948年夏季奧運會男子400米和男子4×400米接力）。[96]
- 乔治·斯科尔斯，75歲，加拿大奧運曲棍球運動員（1956年冬季奧運會男子冰球銅牌得主）。[97]

### 19日
- 喬治·坎塞科（George Canseco），70歲，菲律賓作曲家和政治家。
- 馬里奧·埃斯庫德羅，76歲，西班牙弗拉門戈吉他手。[98]
- Piet Esser，90歲，荷蘭雕塑家。[99]
- 蘭登·布朗·吉爾基（Langdon Brown Gilkey），85歲，美國基督教新教普世神學家，腦膜炎。[100]
- 赫爾穆特·格裡姆（Helmut Griem），72歲，德國電影演員（歌舞表演）。[101]
- 特裡娜·沙特·海曼（Trina Schart Hyman），65歲，美國兒童讀物插畫家，乳腺癌。[102]
- 唐·麦克米伦（Don MacMillan），76歲，澳大利亞奧運運動員。[103]
- 馬丁·馬利亞（Martin Malia），80歲，美國歷史學家，專門研究俄羅斯歷史。[104]
- 特裡·梅爾徹（Terry Melcher），62歲，美國音樂家和製作人，多麗絲·戴（Doris Day）的兒子，黑色素瘤。[105]
- 曼努埃爾·薩帕塔·奧利維拉（Manuel Zapata Olivella），84歲，哥倫比亞醫生、人類學家和作家。[106]
- 布萊恩·特拉克斯勒（Brian Traxler），37歲，美國棒球運動員，肝病。[107]
- John Vane，77歲，英國諾貝爾獎獲得者藥理學家（醫學，1982年）。[108]
- Trooper Washington，60歲，美國籃球運動員，心臟病發作。

### 20日
- 塞爾索·富爾塔多（Celso Furtado），84歲，巴西經濟學家，心臟病發作。[109]
- 珍妮·海恩斯（Janine Haines），59歲，澳大利亞政治家，澳大利亞民主黨前領導人。[110]
- 裘蒂思·哈斯佩爾（Judith Haspel），86歲，游泳冠軍。
- 安娜·基維尼（Anna Keaveney），55歲，英國女演員，肺癌。
- 安塞尔·凯斯（Ancel Keys），100歲，美國科學家，K-ration的共同發明者。[111]
- 伊恩·路易斯（Ian Lewis），69歲，愛爾蘭板球運動員。[112]
- 波奇克·德奈什，64歲，匈牙利奧運水球運動員（1964年、1968年、1972年三枚奧運獎牌得主）。[113]
- Hiltgunt Zassenhaus，88歲，德國語言學家。[114]

### 21日
- Harvey Bennett， Sr.，79歲，加拿大冰球守門員。[115]
- 乔治·莫雷尔（Georges Morel），66歲，法國奧運賽艇運動員。[116]
- 諾埃爾·佩林（Noel Perrin），77歲，美國散文家，MSA。[117]
- 馬什胡爾·本·沙特·本·阿卜杜勒阿齊茲·阿勒沙特，50歲，沙特王子。
- Uwe Scholz，45歲，德國芭蕾舞演員、導演和編舞。[118]

### 22日
- 皮耶羅·布蘭迪，65歲，義大利拳擊手。[119]
- Leo Dee，73歲，美國藝術家和教師。
- 亞瑟·霍普克拉夫特（Arthur Hopcraft），71歲，英國作家（《足球人》）、體育記者和編劇。[120]
- 斯蒂芬·馬拉特拉特（Stephen Mallatratt），57歲，英國劇作家，電視編劇和演員，白血病。[121]

### 23日
- 弗朗西斯·錢尼（Frances Chaney），89歲，美國女演員，阿爾茨海默病。[122]
- 約翰·科德爾（John Cordle），92歲，英國政治家。[123]
- 75歲的以色列政治家和前參謀長拉斐爾·埃坦（Rafael Eitan）溺水身亡。[124]
- 卡爾·恩德林（Karl Enderlin），81歲，瑞士奧運花樣滑冰運動員。[125]
- Mike Jarmoluk，82歲，美國橄欖球運動員。[126]
- 拉爾斯-馬格努斯·林葛籣（Lars-Magnus Lindgren），82歲，瑞典電影導演和編劇。[127]
- 埃裡斯·帕頓（Eris Paton），76歲，紐西蘭板球運動員。[128]
- 約瑟夫·西斯科（Joseph J. Sisco），85歲，美國外交官，以亨利·基辛格（Henry Kissinger）的穿梭外交而聞名，糖尿病併發症。[129]
- 哈裡森·斯塔福德（Harrison Stafford），92歲，美國橄欖球運動員（德克薩斯大學紐約巨人隊）。[130]

### 24日
- 拉里·布朗（Larry Brown），53歲，美國作家和小說家，心臟病發作。[131]
- 亞瑟·海利（Arthur Hailey），84歲，英裔加拿大作家，中風後併發症。[132]
- 约瑟夫·汉森（Joseph Hansen），81歲，美國懸疑作家，心臟病發作。[133]
- 黃霑，64歲，香港作詞人、演員、脫口秀主持人和作家，肺癌。[134]
- 加瀬泰治，75歲，日本空手道。[135]
- 珍妮特·科爾（Janet Kear），71歲，英國鳥類學家。[136]
- 哈裡·莫尼巴（Harry Moniba），67歲，利比里亞政治家，副總統（1986-1990），交通事故。[137]

### 25日
- 雷切爾·阿塔斯（Rachel Attas），70歲，以色列女演員（週六不可能）和歌手，癌症。[138]
- 达维德·贝勒（David Bailey），71歲，美國演員（《另一個世界》《激情》）溺水身亡。[139]
- 愛德華·伯克拉夫斯（Eduards Berklavs），90歲，蘇聯和拉脫維亞政治家。
- 希拉·庫森斯（Sheila Cussons），82歲，南非荷蘭語詩人。[140]
- 鮑勃·哈尼（Bob Haney），78歲，美國漫畫作家（《少年泰坦》、《末日巡邏隊》、《海王》）。[141]
- 埃德·帕施克（Ed Paschke），65歲，美國藝術家，心力衰竭。[142]
- 鄧尼斯·理查茲（Denis Richards），94歲，英國歷史學家。[143]

### 26日
- Bill Alley，85歲，英澳板球運動員（新南威爾士州薩默塞特郡）和板球裁判。[144]
- 菲力浦·德·布羅卡（Philippe de Broca），71歲，法國電影導演，癌症。[145]
- 湯姆·哈勒（Tom Haller），67歲，美國職業棒球大聯盟全明星捕手（三藩市巨人隊、洛杉磯道奇隊、底特律老虎隊）和經理（巨人隊）。[146]
- C·沃爾特·霍奇斯（C. Walter Hodges），95歲，英國插畫家、作家和莎士比亞學者。[147]
- 莫德·勞埃德（Maude Lloyd），96歲，南非芭蕾舞演員。[148]
- 伯納德·帕里塞特（Bernard Pariset），74歲，法國柔道和柔術。[149]
- 漢斯·沙夫納（Hans Schaffner），95歲，瑞士政治家和聯邦委員（1960年代），聯邦總統（1966年）。[150]
- Ascher H. Shapiro，88歲，麻省理工學院機械工程系美國教授。

### 27日
- 約翰·邱吉爾·鄧恩（John Churchill Dunn），70歲，蘇格蘭BBC Radio 2唱片騎師，癌症。[151]
- 比利·詹姆斯·哈吉斯（Billy James Hargis），79歲，美國基督教牧師，傳教士和反共活動家，阿爾茨海默病。[152]
- Gunder Hägg，85歲，瑞典中長跑運動員，多項世界紀錄保持者。[153]
- 阿夫拉罕·內蓋夫（Avraham Negev），81歲，以色列考古學家。
- 維利米爾·瓦倫塔（Velimir Valenta），75歲，南斯拉夫／克羅埃西亞賽艇運動員，奧運冠軍。[154]

### 28日
- Leroy F. Aarons，70歲，美國記者，NLGJA創始人，癌症。[155]
- 塞爾吉奧·卡斯特雷蒂（Sergio Castelletti），66歲，義大利足球運動員和經理。[156]
- 克裡斯·韋爾塔（Cris Huerta），69歲，葡萄牙演員。
- 康妮·詹森（Connie Johnson），81歲，美國棒球運動員（芝加哥白襪隊，巴爾的摩金鶯隊）。[157]
- 汉斯·克里斯蒂安·尼尔森（Hans Christian Nielsen），88歲，丹麥奧運自行車運動員（1936年夏季奧運會男子團體追逐自行車）。[158]
- 泰德·拉塞爾（Ted Russell），92歲，愛爾蘭政治家和公司董事。
- 莫莉·威爾（Molly Weir），94歲，蘇格蘭女演員。[159]

### 29日
- 約翰·德魯·巴里摩爾，72歲，美國演員，巴里摩爾家族成員，德魯·巴里摩爾的父親，癌症。[160]
- 哈裡·丹寧（Harry Danning），93歲，美國職業棒球大聯盟（MLB）全明星捕手（紐約巨人隊）。[161]
- Irwin Donenfeld，78歲，美國DC漫畫公司高管。[162]
- Michael Janisch，77歲，奧地利演員。[163]
- 喬納·鐘斯（Jonah Jones），85歲，威爾士雕塑家，作家和藝術家兼工匠。
- 英格·諾德博，89歲，丹麥-挪威奧運跳水運動員（1936年和1948年夏季奧運會女子3米跳板和女子10米跳臺）。[164]
- 傑克·希爾茲（Jack Shields），74歲，加拿大國會議員（下議院代表麥克默里堡-艾伯塔省阿薩巴斯卡），心臟病發作。[165]
- 路易吉·維羅內利（Luigi Veronelli），78歲，義大利美食家，葡萄酒評論家和知識份子，癌症。

### 30日
- 皮埃爾·伯頓（Pierre Berton），84歲，加拿大作家和記者，心力衰竭。[166]
- 比爾·布朗，73歲，蘇格蘭門將（蘇格蘭托特納姆熱刺）。[167]
- 罗伯特·豪（Robert Howe），79歲，澳大利亞網球運動員。
- 阿列克謝·赫沃斯堅科，64歲，俄羅斯詩人、藝術家和音樂家，心力衰竭。[168]
- 約翰尼·奎格利（Johnny Quigley），69歲，蘇格蘭足球運動員。[169]
- Seungsahn，77歲，韓國禪宗大師，觀美禪宗創始人。[170]